# 제이미 기튼스
제이미 저메인 바이노기튼스(영어: Jamie Jermaine Bynoe-Gittens, 2004년 8월 8일 ~ )은 잉글랜드의 축구 선수로 현재 프리미어리그의 첼시에서 윙어로 활약하고 있다.